# Suctobelbella ponticula
Suctobelbella ponticula är en kvalsterart som först beskrevs av Hammer 1971.  Suctobelbella ponticula ingår i släktet Suctobelbella och familjen Suctobelbidae. Inga underarter finns listade i Catalogue of Life.